# 鉱物学

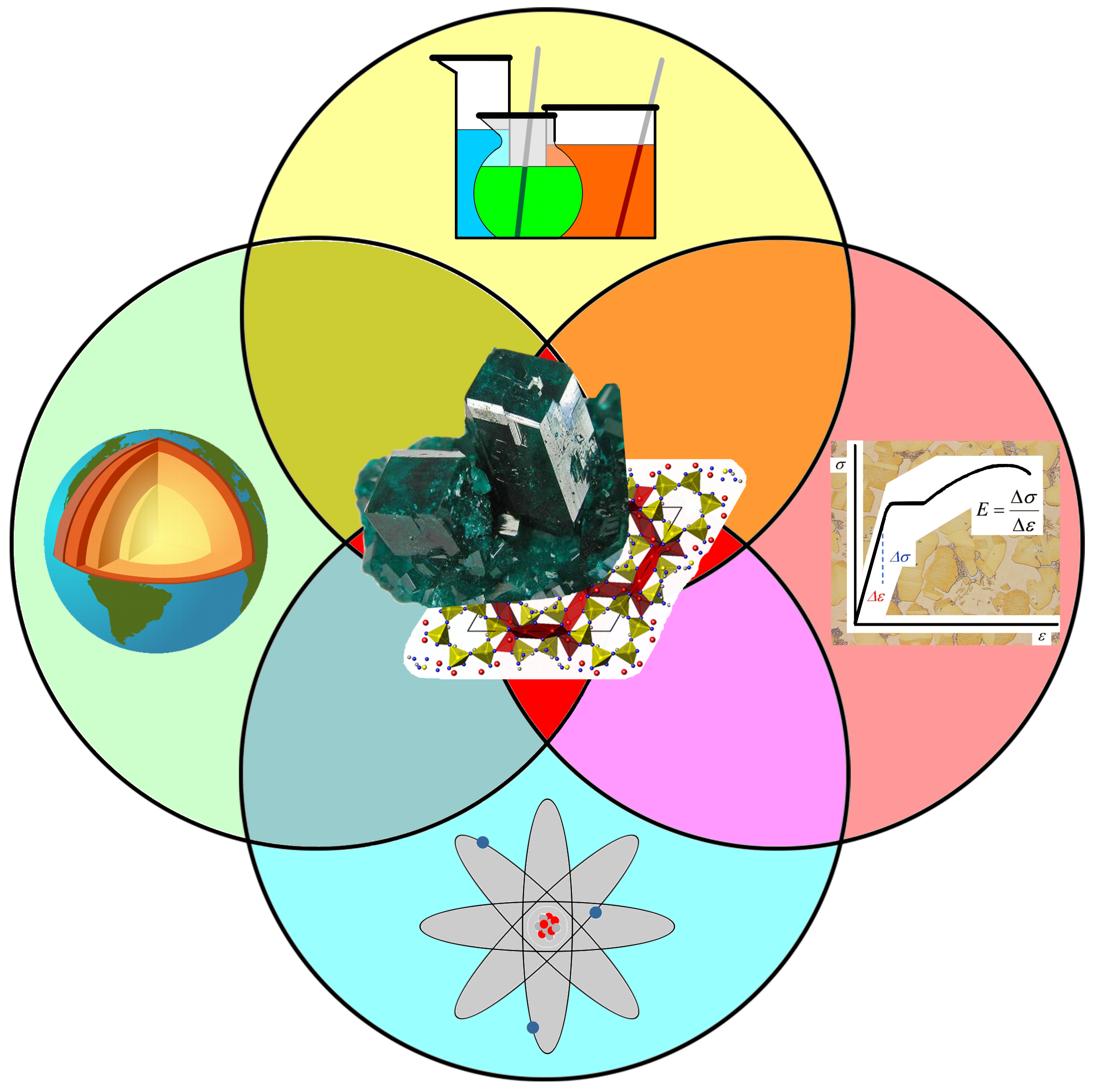
鉱物学は、地質学、物理学、化学、材料科学を基礎とする。

鉱物学（、英: mineralogy）は、地球科学の一分野。鉱物の化学、結晶構造、物理的・光学的性質を追求する。また、鉱物の形成と崩壊のプロセスについても研究する。固体物理学・無機化学・結晶学・地球化学・固体惑星科学・岩石学・鉱床学・博物学・材料科学の学際領域に存在する学問分野であり、地味ながら多彩な分野にまたがる学問である。

## 歴史

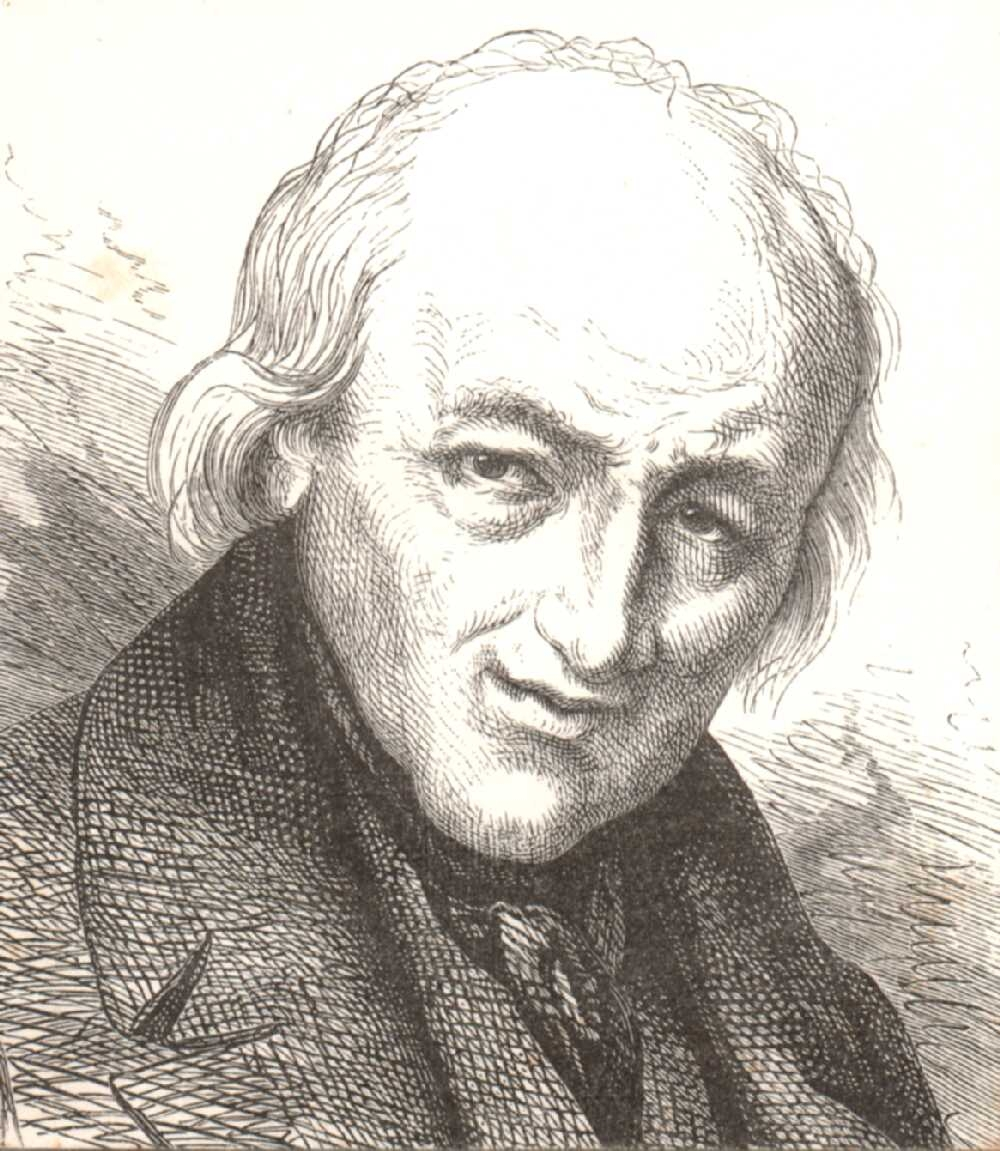
「結晶学の父」ルネ＝ジュスト・アユイ

鉱物を対象とした学問は、全て鉱物学と呼べる。とは言え、あくまで地球惑星科学の一分科でありながら、その中で、博物学、結晶学、無機化学、固体物理学と手法的に異なる4つの学問が共存している点が、鉱物学の全貌を把握することを困難にしている。対象が同一で異なる手法が共存する学問は、工学分野では極めて一般的である。しかし理学分野では、物理学（および地球物理学）・化学（および地球化学）・地質学のように学問分野を手法で定義することが主流であり、学問分野を対象で定義した鉱物学と一線を画している。この点では鉱物学は生物学と近い。なお、地質学は過去の出来事を推測する歴史科学の一分野であり、歴史科学の手法を用いるが、鉱物学は必ずしも歴史科学ではない。
歴史的に鉱物学は岩石を構成する鉱物の分類と密接に関係している。1920年代以前より続く伝統的な記載鉱物学は、鉱物の命名を行ったり、鉱物の分布を調べたりすることである。博物学の一分野とも言える（この意義は現在でも決して衰えていない）。
近代（1920年頃より、1970年頃までを指す）の鉱物学の主流は、X線回折法や中性子回折法により鉱物の結晶構造解析を行う事であった。このため近代の鉱物学は結晶学の類縁分野とも見なすことが出来る。これは日本結晶学会が学会員を「物理学」「化学」「鉱物学」の3分野に区分していたことが代表例である。
1970年代までに、天然に産出するほとんどの鉱物のおおまかな結晶構造は解明されつくされた。この頃は、鉱物学の手法的な進歩は一時的に停滞期にあったと言える。しかし1980年代後半以降、高圧合成法や溶液成長法、気相成長法などの実験手法が発達し、またコンピュータを駆使して結晶の挙動を原子レベルでシミュレーションすることが可能になってきた。このため、最先端である現代鉱物学の主流分野は、実験やシミュレーションにより
- 温度・圧力・時間と元素の化学反応との関係を解明し、鉱物の生成過程を実証すること（無機化学）。
- 高温・高圧力下での鉱物の物性を測定し、例えば地球深部における鉱物の状態を予測すること（固体物理学）。

の2分野が主流となりつつある。また、近代鉱物学の延長にある結晶学的手法も長足の進歩を遂げ、人工では合成出来ない結晶構造の物質を見いだすに至った。つまり、最先端の鉱物学は「天然物を対象とした無機化学・固体物理学および結晶学」であると言える。現に鉱物学者から無機化学者や固体物理学者、材料科学者へ転身する例やその逆の例は珍しくない。一例として高温超伝導物質を最初に発見した一人であるヨハネス・ベドノルツは、元々ペロブスカイト構造型鉱物について研究していた鉱物学者である。
一方、鉱物学では鉱物の産地ごとの差異についても引き続き研究を行っている。よって、鉱物学にとってフィールドワークの重要性は衰えていない。一般的に鉱物の化学組成や結晶構造は無機化合物としては非常に複雑である。また産地ごとの変異も多く、未だに人工環境下で産出状態を再現できない鉱物は多数ある。したがってフィールドワークによって、産出する鉱物の記載とその周辺の環境を記録していく事についての学問的意義は大きい。
また、実験室で解明された鉱物の生成過程は、惑星や隕石の成因を解明する基礎データとなる。そして地球物理学において、地球内部の環境をシミュレーションするためには、鉱物学者が測定した鉱物の物性データは欠かせない。このため、地味ではあるが、地球惑星科学において、鉱物学は基礎分野の一つである。